# La Magie de Lassie
Pour plus de détails, voir Fiche technique et Distribution.
La Magie de Lassie (The Magic of Lassie) est un film américain de Don Chaffey, sorti en 1978.

## Fiche technique
- Titre : La Magie de Lassie
- Titre original : The Magic of Lassie
- Réalisation : Don Chaffey
- Scénario : Jean Holloway, et les frères Richard M. Sherman et Robert B. Sherman
- Photographie : Michael D. Margulies
- Direction du casting : David Graham
- Mixage et enregistrement de la musique : Bill Varney
- Effets spéciaux : William H. Schirmer
- Montage : John C. Horger
- Année de production : 1978
- Production : William Beaudine Jr et Bonita Granville
- Société de Production : The International Picture Show Company
- Pays de production :  États-Unis
- Format : couleur (Technicolor) – 1,85:1 – 35 mm – stéréo (Westrex Recording System)
- Durée : 100 minutes
- Date de sortie :
  - États-Unis : 2 août 1978

## Distribution
- Mickey Rooney : Gus
- James Stewart : Clovis Mitchell
- Lane Davies : Allan Fogerty
- Gary Davis : Officier à moto
- Alice Faye : la serveuse Alice
- Pernell Roberts : Jamison
- Stephanie Zimbalist : Kelly Mitchell
- Rayford Barnes : l'homme qui veut la récompense
- Mary Bennett : Chris Mitchall
- William Flatley : Camionneur
- Nanci Bergman : Membre du club Mick à la convention
- Bob Cashell : ED
- Ed Vasgersian : Lee
- Robin Cawiezell : la fille du casino
- Lynda Chase : Membre du club Mick à la convention
- Eddie D'Angelo : Membre du club Mick à la convention
- Gene Evans : Shérif Andrews
- W.D. Goodman : Mighty Manuel
- Klause Hense : le pilote de l’hélicoptère
- David Himes : le père au camping
- Ron Honthaner : Officier
- Roger Jenkins Jr. : Membre du club Mick à la convention
- Pete Kellett : Agent de sécurité de la gare
- Robert Lussier : Finch
- Mike Mazurki : Apollo
- Mark McGee : Membre du club Mick à la convention
- Hank Metheney : Referee
- Carl Nielsen : Mr. Kern
- James Reynolds : L’officier Wilson

## Autour du film
Le film présente James Stewart dans l'un de ses deux seuls rôles dans un film musical (le premier étant Born to Dance en 1936). Le scénario et la chanson sont signés par les prolifiques Frères Sherman, connus pour Mary Poppins. Leur chanson Quand vous êtes aimés, interprétée par Debby Boone, a été citée pour un Academy Award comme « meilleure chanson ». Il est aussi le seul film mettant en vedette musicale Lassie.